# Diepo
Diepo (ros. Депо) – osiedle w Rosji, w obwodzie wołogodzkim, w rejonie wytiegorskim. W 2010 liczyło 2644 mieszkańców.